# Erik Schmidt (Künstler, 1968)
Erik Schmidt (* 27. August 1968 in Herford) ist ein deutscher Maler, Filmemacher und Fotograf. Er lebt und arbeitet in Berlin.

## Leben und Werk

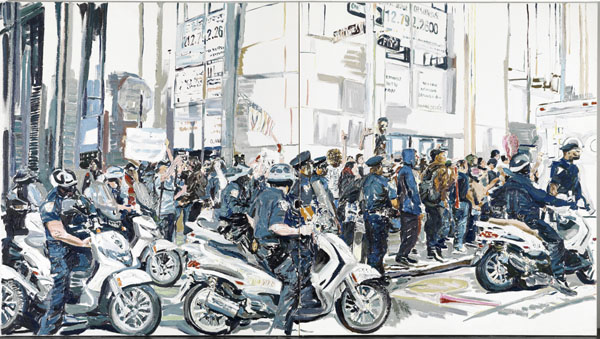
Erik Schmidt, We shall overcome, 2012, Öl auf Leinwand, 190 × 340 cm

Erik Schmidt absolvierte seine künstlerische Ausbildung an der Hochschule für Angewandte Wissenschaften Hamburg, Department Design, und an der Hochschule der Künste Berlin. Durch Stipendien in Weimar und Paris, Frankreich, konnte er weitergehende Erfahrungen gewinnen.

### Künstlerische Motive
In seinen Gemälden greift Erik Schmidt auf klassische Bildthemen (Landschaft, Jagd, Stadt und Reisebild) zurück. Weitere Motive sind das künstlerische Selbstverständnis und die Wahrnehmung der Figur des bürgerlichen Künstlers seit Ende des 19. Jahrhunderts.
Zu Beginn seines künstlerischen Schaffens zeigen sich in seinen Werken Einflüsse der Pop Art, so in der Ausstellung „Pop, Trivial, Kunst und Abenteuer“ (1995). Motive der Alltagskultur werden auch ins spätere Werk integriert.
In seinen Werkgruppen ab 1998 beschäftigt ihn zunehmend die Auseinandersetzung mit den Selbstinszenierungen des modernen Menschen. Gemälde und Filme umkreisen existenzielle Themen, wie Jagdtrieb und Verfolgungswahn, Leidenschaft und Todesangst, Eros und ewige Jugend, und geben wiederholt Todesinszenierungen des Künstlers wieder.
Der Aufeinanderprall von urbanem Leben und Natur wird seit Beginn des 21. Jahrhunderts verstärkt deutlich. Angeregt durch Reisen des Künstlers nach Israel entstehen Gemälde, die städtische Siedlungen und Arbeiter auf den Weinfeldern zwischen Jerusalem und Tel Aviv zeigen. Eine weitere Werkserie von 2006 bis 2011 konzentriert sich auf kultivierte Landschaften der westfälischen Heimat von Erik Schmidt.
Den Ausgangspunkt seiner Filme bildet das Spiel mit gesellschaftlichen Rollen. In einer Trilogie von Filmen, „Hunting Grounds“ (2006), „Bogged Down“ (2010), „Gatecrasher“ (2010), geht Schmidt der historischen Beziehung zwischen Kunst und Adel nach und deckt die symbolischen Prozesse, Codes, Stereotype, Normen und Rituale beider Gesellschaftsgruppen auf. Seit 2012 entsteht eine Serie neuer Gemälde, in denen er das Umfeld der New Yorker Occupy-Bewegung erfasst.

### Gestaltungstechniken
Von der Malerei kommend, gestaltet Schmidt Selbstporträts, Landschafts- und Jagdszenen. Dabei bezieht er Verfremdungstechniken (Collagen, Übermalungen und Auflösung der Konturen) ein. Speziell seine Landschaftsgemälde sind durch einen gestischen Farbauftrag und eine pointilistische Malweise charakterisiert.
Des Weiteren entwickelte Schmidt zunehmend Überlagerungen der Medien Film, Malerei und Fotografie. In seinen Filmen untersucht er die Verhaltensrituale gesellschaftlicher Subsysteme und taucht wiederholt in deren Umfeld ein. Eine Sequenz zahlreicher Filme, in denen Schmidt sich selbst in unterschiedlichen Rollen spielt, beginnt 1997 mit dem programmatischen  Titel „I Love My Hair“ (1997).

## Einzelausstellungen
Weitere Ausstellungen bis heute finden sich unter dem angegebenen Weblink Kunstaspekte.
- 1999: Einzel Gruppe Berlin. Künstlerhaus Bethanien, collaboration mit Corinna Weidner, Berlin
- 2004: Jagdfieber ohne Nachtsichtgerät. Brandenburgischer Kunstverein, Potsdam
- 2005: Der schönste Jäger von Deutschland. Galerie carlier|gebauer, Berlin
- 2007: Hunting Grounds. Museum MARTa Herford
- 2008: Working the landscape. Galerie carlier|gebauer, Berlin
- 2008: As above so below. Elizabeth Dee, New York, USA
- 2009: Right to Roam. Galería Soledad Lorenzo, Madrid, Spanien
- 2010: Perusing the Scenery. Galerie Praz-Delavallade, Paris, Frankreich
- 2010: Bogged Down. Galerie Krinzinger, Wien, Österreich
- 2010: Sechs Tage bleibt er noch. Kunststation St. Peter, Köln
- 2010: Many-faceted thing. Hoet Bekaert Gallery, Gent, Belgien
- 2011: Films & Paintings. Galerie der Stadt Backnang
- 2012: Downtown. Haus am Waldsee, Berlin
- 2013: Downtown. Leopold-Hoesch-Museum, Düren
- 2014: Blank. Galerie carlier|gebauer, Berlin
- 2016: cut/uncut. Galerie Krinzinger, Wien
- 2018: Further up & Further in, Galerie Krinzinger, Wien
- 2019: The Only Way Is Up, Galerie carlier|gebauer, Berlin
- 2022: Revisiting, Galerie Claire Gastaud, Paris und Clermont Ferrand

## Ausstellungsbeteiligungen
- 2001: Contemporary Utopia – Musdienu Utopyia, Kunstmuseum Arsenals, Riga, Litauen
- 2000–2002: Hamburger Bahnhof, Museum für Gegenwart, Berlin, Deutschland
- 2003: Actionbutton, Neuerwerbungen zur Bundeskunstsammlung zeitgenössischer Kunst
- 2004: Based on a true story, Artists Space, New York, Vereinigte Staaten
- 2004: Gegenwärtig: Selbst, Inszeniert, Hamburger Kunsthalle, Hamburg, Deutschland
- 2005: Sammlung Marta, MARTa Herford
- 2007: Cine y casi cine, Museo Reina Sofía, Madrid, Spanien
- 2008: Indeed, Instituto Itaú Cultural, São Paulo, Brasilien
- 2008: Just Different, Cobra Museum voor moderne kunst, Amstelveen, Niederlande
- 2011: Northern Light, Jason McCoy Gallery, New York, USA
- 2011: Rollenbilder – Rollenspiele, Museum der Moderne, Salzburg, Österreich
- 2019: Postcard Reloaded, Europäischer Kunstverein im Kunstraum Potsdam c/o Waschhaus

## Werke in öffentlichen Sammlungen
Werke von Erik Schmidt befinden sich unter anderem im MARTa Herford, in der Sammlung der Bundesrepublik Deutschland, in der The Rubell Family Collection, Miami, im Museo Reina Sofia, Madrid, im CGAC – Centro Galego de Arte Contemporánea, Santiago de Compostela, Spanien, im CaixaForum Barcelona, Spanien, in der Taguchi Art Collection, Tokyo, in der Videosammlung Berlinische Galerie, Berlin, und im Belvedere, Wien, Österreich.